# Coupe de Luxembourg 1948-1949
La Coppa di Lussemburgo 1948-1949 è stata la 24ª edizione della coppa nazionale lussemburghese disputata tra il 26 settembre 1948 e il 10 aprile 1949 e conclusa con la vittoria dello Stade Dudelange, al suo terzo titolo.

## Formula
Eliminazione diretta in gara unica.

## Turno preliminare
| Squadra 1             | Risultato  | Squadra 2                |
| --------------------- | ---------- | ------------------------ |
| 26 settembre 1948     |            |                          |
| Fola Esch             | 3 − 1      | Oberkorn                 |
| Jeunesse 07 Kayl      | 0 − 1      | The National Schifflange |
| Progrès Niedercorn    | 3 − 2      | Spora Luxembourg         |
| Racing Rodange        | 3 − 0      | Alliance Dudelange       |
| Sporting Bettembourg  | 4 − 1      | Rapid Neudorf            |
| Union Luxembourg      | 3 − 1      | Egalité Weimerskirch     |
| US Dudelange          | 5 − 2      | Pétange                  |
| Jeunesse Wasserbillig | 2 - 2(dts) | Red Black Pfaffenthal    |

| Squadra 1                   | Risultato | Squadra 2             |
| --------------------------- | --------- | --------------------- |
| 17 ottobre 1948 (Spareggio) |           |                       |
| Jeunesse Wasserbillig       | 5 − 4     | Red Black Pfaffenthal |

## Ottavi di finale
| Squadra 1                | Risultato  | Squadra 2             |
| ------------------------ | ---------- | --------------------- |
| 7 novembre 1948          |            |                       |
| Jeunesse Esch            | 1 − 0      | Jeunesse Wasserbillig |
| Racing Rodange           | 4 − 2      | Progrès Niedercorn    |
| Red Star Merl            | 0 − 3      | Grevenmacher          |
| Rumelange                | 0 − 9      | Stade Dudelange       |
| Sporting Bettembourg     | 3 − 2      | Tetange               |
| The National Schifflange | 1 − 5      | Red Boys Differdange  |
| Union Luxembourg         | 4 − 3      | Chiers Rodange        |
| US Dudelange             | 1 − 1(dts) | Fola Esch             |

| Squadra 1                   | Risultato | Squadra 2    |
| --------------------------- | --------- | ------------ |
| ? novembre 1948 (Spareggio) |           |              |
| Fola Esch                   | 2 − 0     | US Dudelange |

## Quarti di finale
| Squadra 1            | Risultato | Squadra 2            |
| -------------------- | --------- | -------------------- |
| 2 gennaio 1949       |           |                      |
| Fola Esch            | 3 − 1     | Red Boys Differdange |
| Grevenmacher         | 4 − 3     | Jeunesse Esch        |
| Sporting Bettembourg | 0 − 3     | Racing Rodange       |
| Union Luxembourg     | 1 − 2     | Stade Dudelange      |

## Semifinali
| Squadra 1        | Risultato | Squadra 2       |
| ---------------- | --------- | --------------- |
| 27 febbraio 1949 |           |                 |
| Grevenmacher     | 2 − 5     | Stade Dudelange |
| Racing Rodange   | 1 − 0     | Fola Esch       |

## Finale
| Arbitro: | Maurice Hamus-Beles |

|            |           |  |
| Feller 26’ | Marcatori |  |

| Stade Dudelange | Racing Rodange |

### Formazioni
| Stade Dudelange |    |                    |  |     |  |
|                 |    |                    |  |     |  |
| POR             | 1  | Bernard Michaux    |  |     |  |
| DIF             | 2  | Rémy Wagner        |  |     |  |
| DIF             | 3  | Nicolas Witry      |  |     |  |
| DIF             | 4  | François Feller    |  |     |  |
| DIF             | 5  | Edmond Jendrezack  |  |     |  |
| DIF             | 6  | Ferdinand Magnaghi |  |     |  |
| CEN             | 7  | Jean Becker        |  |     |  |
| CEN             | 8  | Jean Luciani       |  |     |  |
| ATT             | 9  | Paul Feller (Cap.) |  | 26’ |  |
| ATT             | 10 | Victor Feller      |  |     |  |
| ATT             | 11 | Emile Girtgen      |  |     |  |
| A disposizione: |    |                    |  |     |  |
| Allenatore:     |    |                    |  |     |  |
| ?               |    |                    |  |     |  |

| Racing Rodange  |    |                    |  |  |  |
|                 |    |                    |  |  |  |
| POR             | 1  | Marcel Krecke      |  |  |  |
| DIF             | 2  | Xavier Baasch      |  |  |  |
| DIF             | 3  | Jos Ferring        |  |  |  |
| DIF             | 4  | Mathias Useldinger |  |  |  |
| DIF             | 5  | Jules Desorbay     |  |  |  |
| DIF             | 6  | Marcel Knauf       |  |  |  |
| CEN             | 7  | Camille Stoffel    |  |  |  |
| CEN             | 8  | Janek Jankowsky    |  |  |  |
| ATT             | 9  | Nicolas Storck     |  |  |  |
| ATT             | 10 | Jean Feller        |  |  |  |
| ATT             | 11 | Marcel Calmes      |  |  |  |
| A disposizione: |    |                    |  |  |  |
| Allenatore:     |    |                    |  |  |  |
| ?               |    |                    |  |  |  |